# Карноов циклус
Карноов циклус је физички процес од значаја у теорији термодинамике. То је сасвим теоријска замисао, чији значај је у томе што се помоћу ње може израчунати теоријски максимум рада који може да произведе флуид у затвореном термичком систему. Степен претварања термичке енергије у механички рад се изражава коефицијентом корисног дејства („Карноовим фактором“). Овај фактор се користи у поређењу ефикасности различитих мотора. 
Карноов цикулс је описао француски официр, инжењер и физичар Сади Карно. Његовим делом је заснована грана физике под именом термодинамика.

## Опис процеса
Карно је желео да дизајнира термодинамички циклус максималне ефикасности. Ефикасност било које термодинамичке машине може се поредити са ефикасношћу Карноове машине која служи као референца. 
Карноов циклус се састоји из 4 процеса (2 изотермна и 2 адијабатска) :
- 1 : Изотермно сабијање
- 2 : Адијабатско сабијање
- 3 : Изотермно ширење
- 4 : Адијабатско ширење

Други закон термодинамике примењен на реверзибилни систем даје Класијус—Карноову једначину:
{\displaystyle {\frac {Q_{C}}{T_{C}}}+{\frac {Q_{H}}{T_{H}}}=0}
где су:
- {\displaystyle Q_{C}} трансфер топлоте од хладњака (негативна вредност).
- {\displaystyle Q_{H}} трансфер топлоте од извора топлоте (позитивна вредност).
- {\displaystyle T_{C}} апсолутна температура хладњака.
- {\displaystyle T_{H}} апсолутна температура извора топлоте.

## Дијаграм притиска и запремине
У случају идеалног гаса као медијума, важе следеће једначине за извршени рад у појединим фазама циклуса: 	
- 1 - 2 : изотермно сабијање:

{\displaystyle \ w_{1,2}=RT_{1}\ln {\frac {p_{2}}{p_{1}}}}
- 2 - 3 : адијабатско сабијање:

{\displaystyle \ w_{2,3}=c_{V}(T_{3}-T_{2})}
- 3 - 4 : изотермно ширење:

{\displaystyle \ w_{3,4}=RT_{3}\ln {\frac {p_{3}}{p_{4}}}}
- 4 - 1 : адијабатско ширење:Карноова топлотна машина

{\displaystyle \ w_{4,1}=c_{V}(T_{4}-T_{1})}
Укупан извршени рад је:
{\displaystyle \ w_{Carnot,tot}=\ w_{1,2}+w_{2,3}-w_{3,4}-w_{4,1}}
{\displaystyle w_{tot}=RT_{1}\ln {\textstyle {\frac {p_{2}}{p_{1}}}}-RT_{3}\ln {\textstyle {\frac {p_{3}}{p_{4}}}}+c_{V}(T_{3}-T_{2})-c_{V}(T_{4}-T_{1})}
Из {\displaystyle \ T_{1}=T_{2}} и {\displaystyle \ T_{3}=T_{4}} и адијабатске једначине {\displaystyle \ \textstyle {\frac {T_{a}}{T_{b}}}=({\frac {p_{a}}{p_{b}}})^{\frac {\kappa -1}{\kappa }}} решавањем по p3/p4, добија се:
Максимални коефицијент искоришћења Карноове машине {\displaystyle \ \eta _{max}} дат је изразом (S је ентропија): 
{\displaystyle \eta _{max}=1-{\frac {T_{C}dS_{C}}{-T_{H}dS_{H}}}=1-{\frac {T_{C}}{T_{H}}}}

## Карноова теорема
»Ниједна термодинамичка машина која има извор топлоте и хладњак не може бити ефикаснија од Карноове машине у истом топлотном окружењу«.